# 玉山蔺藨草
玉山蔺藨草（学名：Trichophorum subcapitatum）也称龙须莞、玉山针蔺，为莎草科蔺藨草属下的一个种。